# Сент-Винсент и Гренадины на летних Олимпийских играх 2024
Сент-Винсент и Гренадины принимали участие в летних Олимпийские играх 2024, прошедших в Париже с 26 июля по 11 августа 2024 года. Это десятое участие страны в летних Олимпийских играх с момента дебюта в 1988. 

## Состав сборной
Лёгкая атлетика
1. Хандал Робан
2. Шафика Малоуни

 Плавание
1. Алекс Иоахим
2. Кенни Грин

## Результаты

### Лёгкая атлетика
Женщины
| Спортсменка    | Дистанция | Предварительный раунд | Предварительный раунд | Полуфинал | Полуфинал | Финал   | Финал |
| Спортсменка    | Дистанция | Время                 | Место                 | Время     | Место     | Время   | Место |
| -------------- | --------- | --------------------- | --------------------- | --------- | --------- | ------- | ----- |
| Шафика Малоуни | 800 м     | 1:58.23               | 3                     | 1:57:59   | 2         | 1:57.66 | 4     |

Мужчины
| Спортсмен    | Дистанция | Предвартиетельный раунд | Предвартиетельный раунд | Полуфинал | Полуфинал | Финал     | Финал     |
| Спортсмен    | Дистанция | Время                   | Место                   | Время     | Место     | Время     | Место     |
| ------------ | --------- | ----------------------- | ----------------------- | --------- | --------- | --------- | --------- |
| Хандал Робан | 800 м     | 1:46.00                 | 4                       | Не прошёл | Не прошёл | Не прошёл | Не прошёл |

### Плавание
Мужчины
| Спортсмен    | Дистанция                | Предварительный раунд | Предварительный раунд | Полуфинал | Полуфинал | Финал     | Финал     |
| Спортсмен    | Дистанция                | Время                 | Место                 | Время     | Место     | Время     | Место     |
| ------------ | ------------------------ | --------------------- | --------------------- | --------- | --------- | --------- | --------- |
| Алекс Иоахим | 50 метров вольным стилем | 23.59                 | 45                    | Не прошёл | Не прошёл | Не прошёл | Не прошёл |

Женщины
| Спортсменка | Дистанция                | Предварительный раунд | Предварительный раунд | Полуфинал | Полуфинал | Финал     | Финал     |
| Спортсменка | Дистанция                | Время                 | Место                 | Время     | Место     | Время     | Место     |
| ----------- | ------------------------ | --------------------- | --------------------- | --------- | --------- | --------- | --------- |
| Кеннис Грин | 50 метров вольным стилем | 27.23                 | 42                    | Не прошла | Не прошла | Не прошла | Не прошла |